# Ovalipes
Ovalipes is een geslacht van krabben in de familie Carcinidae .

## Soorten
Het geslacht Ovalipes telt 11 soorten :
- Ovalipes australiensis Stephenson & Rees, 1968
- Ovalipes catharus (White, 1843)
- Ovalipes elongatus Stephenson & Rees, 1968
- Ovalipes floridanus Hay & Shore, 1918
- Ovalipes georgei Stephenson & Rees, 1968
- Ovalipes iridescens (Miers, 1886)
- Ovalipes molleri (Ward, 1933)
- Ovalipes ocellatus (Herbst, 1799)
- Ovalipes punctatus (De Haan, 1833)
- Ovalipes stephensoni Williams, 1976
- Ovalipes trimaculatus (De Haan, 1833)